# Kohn Salamon (rabbi, 1828–1886)
Kohn Salamon (Komárom, 1828. – Budapest, 1886. január 14.) rabbi, a pesti izraelita hitközség hittanára.

## Életútja
Tanulmányait Pozsonyban és Pesten végezte. 1852-ben Pesten és Budán mint vallástanár működött a pesti és budai állami képzőintézetben, a fő- és minden kereskedelmi iskolákban. 56 éves korában, házassága 29. évében hunyt el, halálát agyhártyalob és orbánc okozta. Felesége Eibnschitz Lujza volt.
A héber lapok munkatársa volt.

## Munkái
- A biblia története rövid vázlata, az izraelita tanuló ifjúság számára. Pest, 1861
- Vallástan, az izraelita ifjúság számára. Uo. 1862 (2. kiadás. Budapest, 1873. 3. kiadás. Uo. 1883)
- Bibliai történet az ifjúság számára. Pest, 1864 (Magyar és német szöveggel. 2. kiadás. Budapest, 1873. 3. javított kiadás magyar, hozzá Függelékül: I. A zsidók vázlatos története a jelenkorig. II. Palesztina földrajza. Budapest, 1855)
- Első oktatás a természetrajzban. Tartalmazza a legfontosabb ismereteket a természetrajz három országából felsőbb nép- és polgári iskolák számára, úgy magánhasználatra, Pest, 1870 (Magyar és német szöveggel, 13. kiadás. Budapest, 1885., 15. jav. k. Uo. 1887., 18. jav. k. sajtó alá rendezte Halász Náthán 1892. 19. jav. k. 1896. Uo.)
- Első oktatás a bibliai történetben. Budapest, 1875 (5. kiadás. Németül is. Uo.)
- Mózes első könyve magyar fordítással az izraelita iskolák számára. Pest, 1868